# 歐文斯維爾 (密蘇里州)
歐文斯維爾（英語：Owensville）是位於美國密蘇里州加斯科內德縣的城市。

## 人口
根據2020年美國人口普查的數據，歐文斯維爾的面積為6.73平方千米，皆為陸地。當地共有人口2757人，而人口密度為每平方千米410人。